# Lloyd Honeyghan

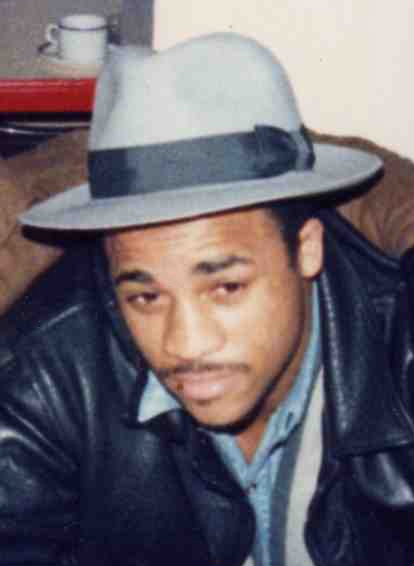
Lloyd Honeyghan

Lloyd Honeyghan (* 22. April 1960 in Bermondsey, London) ist ein ehemaliger britischer Boxer jamaikanischer Herkunft im Weltergewicht und sowohl Weltmeister der Verbände IBF und WBA sowie zweifacher Weltmeister des Verbandes WBC und der bekanntesten und bedeutendsten Boxzeitschrift der Welt The Ring.